# Кухарчук Олег Сергійович
Олег Сергійович Кухарчук (2 травня 1948 — 12 серпня 1998) — український політик. Народний депутат України 3-го скликання.

## Біографія
Народився 2 травня 1948 року. У 1969 році закінчив Київський інститут фізичної культури за спеціальністю тренер-викладач. У цій області працював до 1992 року, коли з посади начальника Головного управління Міністерства у справах молоді та спорту пересів у крісло керівника фірми «Імпекс». В 1994–1995 роках працював начальником департаменту по реалізації газу корпорації «Республіка», в 1995–1996 роках — перший віце-президент ЗАТ «Інтергаз», в 1996–1998 роках — голова правління ЗАТ «Укргаззбут». У 1997 році закінчив Академію праці і соціальних відносин за спеціальністю економіст. В березні 1998 року був обраний Народним депутатом України по 101-му виборчому округу (Кіровоградська область). Був у фракції Народно-демократичної партії.

Могила Олега Кухарчука

Загинув 12 серпня 1998 року внаслідок недбалого поводження зі зброєю його маленької дочки. Похований в Києві на Байковому кладовищі (ділянка № 52).